# Kasia Dereń
Katarzyna Dereń (ur. 1985) – polska piosenkarka.

## Życiorys
Wychowała się w Sulejówku. Uczyła się śpiewu w Studium Wokalnym Grażyny Alber. W 2004 wystąpiła na 40. Studenckim Festiwalu Piosenki w Krakowie.
Była chórzystką wykonawców, takich jak Ania Szarmach i Frank McComb, Kasia Cerekwicka, Andrzej Piaseczny, Paulina i Natalia Przybysz, Natalia Kukulska, Marcin Nowakowski, Justyna Steczkowska czy Edyta Górniak. W 2012 brała udział w drugiej edycji programu TVP2 Bitwa na głosy jako członkini chóru Natalii Kukulskiej. Również w 2012 wraz z Dominikiem Skrzyniarzem zaśpiewała utwór „Ktoś między nami” podczas koncertu upamiętniającego Annę Jantar i Jarosława Kukulskiego „Życia mała garść” na 49. Krajowym Festiwalu Polskiej Piosenki w Opolu. Koncert został również zarejestrowany i wydany w formie albumu CD+DVD pt. Życia mała garść – koncert dedykowany Annie Jantar i Jarosławowi Kukulskiemu.
W 2013 wzięła udział w drugiej edycji programu TVP2 The Voice of Poland. W trakcie tzw. „przesłuchań w ciemno” zaśpiewała piosenkę zespołu Gossip „Move in the Right Direction”, który zdobył uznanie muzyków grupy, którzy po emisji programu spotkali się z Dereń. Będąc członkinią drużyny Tomsona i Barona, przeszła przez wszystkie etapy eliminacje i ostatecznie dotarła do półfinału. Również w 2013 zagrała koncerty w ramach cyklu „Love My Polish Artists” i „Secret Sunday”, a także zaśpiewała utwór „Nie ma kraju” na potrzeby projektu radiowej „Czwórki” tuwiMiasto upamiętniającego twórczość Juliana Tuwina. W 2015 wraz z Mateuszem Krautwurstem nagrała singel „Something Special”, do którego nagrali teledysk w Rio de Janeiro. W 2017 zaśpiewała podczas koncertu papieskiego w Świątyni Opatrzności Bożej w Warszawie. W 2018 wydała debiutancki, solowy singiel „Just a Few Words”, do którego zrealizowała teledysk, a także wystąpiła jako chórzystka podczas występu Gromee’ego i Lukasa Meijera podczas 63. Konkursu Piosenki Eurowizji w Lizbonie. W latach 2018–2019 śpiewała z zespołem RBand w teleturnieju TVP2 Koło Fortuny. W styczniu 2020 z utworem „Count on Me” zajęła trzecie miejsce w finale programu Szansa na sukces. Eurowizja 2020. 12 listopada 2021 nakładem wytwórni muzycznej Music Mind wydała debiutancki album studyjny pt. Moje historie.

## Dyskografia

### Albumy studyjne
| Rok  | Dane dot. albumu                                                                                 | Najwyższa pozycja na liście |
| Rok  | Dane dot. albumu                                                                                 | POL                         |
| ---- | ------------------------------------------------------------------------------------------------ | --------------------------- |
| 2021 | Moje historie - Wydany: 12 listopada 2021 - Wytwórnia: Music Mind - Format: CD, digital download | 15                          |

### Single
| Rok  | Tytuł                                                                             | Album         |
| ---- | --------------------------------------------------------------------------------- | ------------- |
| 2015 | „Something Special” (oraz Mateusz Krautwurst)                                     | –             |
| 2018 | „Just a Few Words”                                                                | Moje historie |
| 2020 | „Ufaj mi”                                                                         | Moje historie |
| 2020 | „Dwa kroki stąd” / „Almost Home” (oraz Karolina Leszko, Nick Sinckler, Sami Harb) | –             |
| 2021 | „XXI”                                                                             | Moje historie |
| 2021 | „Niespokojnie”                                                                    | Moje historie |
| 2021 | „Do siebie”                                                                       | Moje historie |

## Dubbing
- 2017: Auta 3 – Sweet Tea